# Feelin' Myself
«Feelin' Myself» —en español: «Sintiéndome yo mismo»— es una canción interpretada por el cantante y compositor estadounidense will.i.am junto a los cantantes Miley Cyrus, Wiz Khalifa y French Montana incluido en la reedición de su cuarto álbum de estudio #willpower (2013). Está producida y compuesta por el dúo de productores musicales Dijon "Dj Mustard" McFarlane y Mikely Adam. Fue escrita por William Adams, Jean Baptiste, Karim Kharbouch y Cameron Jibril Thomaz. Hasta el momento se conoce que las copias vendidas hacienden a más de 415 000 unidades.

## Recepción crítica
La canción recibió en general comentarios positivos por parte de los principales críticos musicales. Jon Dolan de la revista Rolling Stone calificó a la pista con dos de cinco estrellas. En su reseña habla sobre el rap de Miley Cyrus y del innegable ritmo hip-hop que tiene la canción. Asimismo el sitio web Dj booth le otorgó a la canción una buena crítica, además de una calificación de tres de cinco estrellas. En su crítica reconoce que Cyrus tiene una gran capacidad para rapear. Además comentó que la canción destaca por tener un excelente sonido y ritmo synth-bass.

## Video musical
El vídeo fue grabado entre los meses de octubre y noviembre, bajo la dirección de Michael Jurkovac y Pasha Shapiro. El vídeo fue estrenado en la cuenta Vevo del cantante will.i.am en YouTube, el 26 de noviembre de 2013. El sitio Culturaocio.com, tras hacer una revisión del video musical, señaló que este cuenta con fondos coloridos, coches lujosos, fajos de billetes, efectos visuales y con «la reina del twerk» (alias de Miley Cyrus). Asimismo, Rebecca Macatee del sitio E!, comenta en su reseña que el video tiene un aspecto futurista y una combinación de los colores negro, rojo y blanco. Continua diciendo que Cyrus está «lista para una salida de noche» con el vestuario adecuado para el video y la canción. Gil Kaufman de MTV criticó positivamente al video, en su reseña comenta que Cyrus es la verdadera protagonista, él dijo:

El vídeo consiguió el premio de VEVO Certified al superar las 100 millones de reproducciones en YouTube en 2014.

Will.i.am es uno de los más famosos creadores de música en el planeta. Pero cuando tú invitas a Miley Cyrus a tu fiesta, bueno, hay que esperar que ella va a tirar algunos, si no es que a todos, de la atención lejos de ti cuando está en cámara rapeando sobre popping molly. [...] La fiesta comienza con will [i.am] y Miley [Cyrus] posando sobre un fondo de color negro con formas geométricas rojas que ondean detrás de ellos. Miley se une a él vestida con un sujetador de cuero negro, a juego  con unos shorts de talle alto, tacones y una cadena de oro de la chaqueta Chanel. [...] Al final, los cuatro artistas están rebotando juntos, alrededor en el Futurescape antes de que sus imágenes desaparezcan como un televisor apagado.
Gil Kaufman

## Listas y certificaciones
| País (Lista 2013 - 2014)                   | Mejor posición |
| ------------------------------------------ | -------------- |
| Alemania                                   | 55             |
| Australia                                  | 34             |
| Bélgica (Ultratop Flanders Urban)          | 12             |
| Dinamarca                                  | 36             |
| Escocia                                    | 2              |
| Estados Unidos (Billboard Hot 100)         | 96             |
| Estados Unidos (Hot R&B/Hip-Hop Songs)     | 29             |
| Estados Unidos (R&B/Hip-Hop Digital Songs) | 22             |
| Estados Unidos (Rap Songs)                 | 15             |
| Estados Unidos (Rap Digital Songs)         | 14             |
| Estados Unidos (Rap Streaming Songs)       | 18             |
| Estados Unidos (Rhythmic)                  | 19             |
| Francia                                    | 50             |
| Reino Unido                                | 2              |
| Reino Unido (R&B Singles)                  | 1              |
| Irlanda                                    | 3              |
| Líbano (The Official Lebanese Top 20)      | 8              |
| Líbano (English)                           | 18             |
| Nueva Zelanda                              | 16             |
| Ucrania (Versión censurada)                | 16             |
| Ucrania (Versión explícita)                | 19             |

| País (Organismo certificador) | Certificaciones | Ventas certificadas | Ref.   |
| ----------------------------- | --------------- | ------------------- | ------ |
| Dinamarca (IFPI)              | Oro             | 15 000              | [ 24 ] |
| Nueva Zelanda (RMNZ)          | Platino         | 30 000              | [ 25 ] |
| Reino Unido (BPI)             | Platino         | 600 000             | [ 26 ] |
| Suecia (GLF)                  | Oro(streaming)  | 4 000               | [ 27 ] |

## Historial de lanzamientos
| País | Fecha                   | Formato          | Discográfica       | Ref.  |
| ---- | ----------------------- | ---------------- | ------------------ | ----- |
|      | 26 de noviembre de 2013 | Descarga digital | Interscope Records | [ 2 ] |

## Créditos y personal
- William "will.i.am" Adams: voz y composición
- Miley Cyrus, French Montana y Wiz Khalifa: Voz
- Jean-Baptiste, Karim Kharbouch y Cameron Jibril Thomaz: Composición
- DJ Mustard y Mikely Adam: Producción, mezcla y composición

Fuente: ARIA charts